# Kościół św. Jacka w Mysłowicach
Kościół świętego Jacka – rzymskokatolicki kościół parafialny należący do dekanatu Mysłowice archidiecezji katowickiej. Znajduje się w mysłowickiej dzielnicy Morgi.
W 1945 roku został przedstawiony przez parafian z Brzezinki projekt świątyni. Proboszcz parafii ksiądz Alojzy Nowak wyraził zgodę na wybudowanie świątyni filialnej. Pracami budowlanymi kierował mieszkaniec Morgów, autor projektu bryły świątyni, Franciszek Rygioł. Po roku budowa została ukończona. W listopadzie 1946 roku biskup Juliusz Bieniek poświęcił nową świątynię. W 1952 roku przy kościele został mianowany lokalista, ksiądz Stanisław Daniela. W marcu 1953 roku za specjalnym zezwoleniem prymasa kardynała Stefana Wyszyńskiego przy świątyni została utworzona samodzielna parafia.
W lipcu 1956 roku na wieży świątyni zostały zawieszone trzy dzwony ufundowane przez parafian: największy o masie 450 kg o nazwie Stanisław, nieco mniejszy o masie 250 kg o nazwie Antoni i o masie 200 kg o nazwie Maryja. W 1957 roku zostały poświęcone organy przez biskupa Herberta Bednorza.